# 海南尾孢虫
海南尾孢虫（学名：Henneguya hainanensis）为尾孢科尾孢虫属的动物。在中国，分布于海南等，营寄生生活，寄生在泥鳅的前肠。
其种加词“hainanensis”意为“海南的”。